# Imperivm Civitas
Imperivm Civitas es un videojuego de construcción de ciudades desarrollado por Haemimont Games, traducido y distribuido en España e Italia por FX Interactive, y para el resto del mundo distribuido por Kalypso Media bajo el título Glory of the Roman Empire. Este juego pertenece a la serie Imperivm, y la novedad principal con la que cuenta es la posibilidad de poder construir.
Imperivm Civitas pone al jugador en el papel de uno de los "arquitectos" que convirtieron a Roma en el imperio más grande de la historia.
Imperivm Civitas se adentra en los aspectos de la construcción y el gobierno, que son el símbolo del ingenio y el poder de Roma. Una nueva forma de jugar a Imperivm que te reta a ser el mejor gobernante.

## Ciudades de Roma
- Antium (actual Anzio): Provincia de Italia.
- Andautonia (actual Zagreb): Provincia de Iliria.
- Burdigala (actual Burdeos): Provincia de Aquitania.
- Caralis (actual Cagliari): Isla de Cerdeña.
- Cartago: Provincia de África.
- Cartago Nova (actual Cartagena): Provincia de Cartaginense .
- Colonia: Provincia de Germania.
- Augusta Emerita (actual Mérida): Provincia de la Lusitania.
- Geneva (actual Ginebra): Provincia de Recia.
- Labacum (actual Liubliana): Provincia de Panonia.
- Londinium (actual Londres): Provincia de Britania.
- Lugdunum (actual Lyon): Provincia de la Galia Transalpina.
- Lutecia (actual París): Provincia de Lugdunensis.
- Mediolanum (actual Milán): Provincia de la Galia Cisalpina.
- Pompeya: Provincia de Italia.
- Salmantica (actual Salamanca): Provincia de Gallaecia.
- Siracusa: Isla de Sicilia.
- Syena (actual Asuán): Provincia de Egipto.
- Tamiatis (actual Damieta): Provincia de Egipto.
- Tarraco (actual Tarragona): Provincia de Tarraconensis.
- Tingis (actual Tánger): Provincia de Mauretania Caesariensis.
- Venetia (actual Venecia): Provincia de la Galia Cisalpina.

## Información del juego
El objetivo del juego es primordialmente construir edificios que puedan dar lugar a una gran ciudad de una manera desarrollada, no aleatoria, y funcional.
Para ello debemos tener en cuenta básicamente esto:
- Recursos mínimos. Se basan principalmente en el material de construcción y mantenimiento (madera, ladrillos, piedra, mármol, en algunas estructuras también el oro), el alimento (dependiendo del grado social, harina, carne, pan, embutidos, vino y agua), necesidades mínimas (dependiendo del grado social, vestiduras, presencia de altares, templos, termas, mercados, tabernas, teatros...)...

- Algunas estructuras, como templos, altares, teatros, termas y el coliseo, dan un halo de influencia que hace que los edificios en los que habitan los ciudadanos evolucionen. Prepárate para aceptar todos los requisitos de los inquilinos.

- La mano de obra son los esclavos. Detente para mirar su grado de fatiga, si terminan por fatigarse subirán las posibilidades de enfermedades de estos (con posibilidad de muerte de estos), y se retardarán en grado sumo las nuevas construcciones. Para que los esclavos no se fatiguen compra nuevos esclavos en el foro (necesitas del oro para comprarlo). Si construyes en una zona alejada del foro, construye un almacén y varios barracones para que puedan asistir a los ciudadanos. Los recursos mínimos de los esclavos se basan en el agua (fuentes), carne y harina y especialmente la cercanía de herboristerías ya que suelen ser los que más enferman.

- Los ciudadanos son el motor industrial de la ciudad. Son los que extraen el material de construcción, el alimento, las vestiduras y ofrecen otros servicios mínimos (como asistir en los templos a los feligreses, curar a los enfermos, vigilar la ciudad, vender los productos...). Asegúrate de contentarlos y satisfacer todo lo que pidan, de lo contrario puede haber rebeliones. También fíjate en el acceso a su puesto de trabajo, a la entrada de algún halo de influencia procedente de alguna estructura y a la cercanía de establecimientos donde puedan satisfacer sus necesidades. También es importante ver si hay ancianos o niños en sus domicilios. Los ancianos aumentan la productividad y los niños aseguran la permanencia del puesto de trabajo hasta que alguno  de los trabajadores muera (pueden morir por enfermedad si no están cerca de herboristerías y por su vejez).

- Algunos templos y el coliseo dan nuevas posibilidades productivas (Por ejemplo el templo de fortuna ayuda a crear oro automáticamente, el de Hefesto rebaja los costes de construcción y el Coliseo rebaja temporalmente el descontento). Exprímelas al máximo.

- Si construyes puestos de comercio, puedes comerciar con Roma o con los pueblos bárbaros amigos. En algunos asentamientos no constan de rutas comerciales.

- Si algún pueblo es hostil hacia ti prepara la defensa. Se basan principalmente en los soldados de los cuarteles (25 por cada cuartel), en los vigías de las torres (con dos torres en la zona a defender basta para repeler cualquier ataque por muy temible que parezca la amenaza hostil) y los vigiles. Importante: los soldados y los vigías no pueden parar las rebeliones, solo los vigiles pueden parar a los alborotadores y apagar los fuegos derivados de las rebeliones.

- La presencia de fuentes, de acueductos y de ríos o pequeños manantiales favorecen la salud de los ciudadanos y esclavos, al igual que el alimento favorece la salud de estos.

## Vídeo y audio

### Audio
La banda sonora continúa con el estilo esperado por esta clase de juegos, con tonos épicos en algunos momentos pero relajantes de manera que podamos estar escuchándola de fondo sin molestar ni tener demasiado protagonismo.
El juego se encuentra completamente doblado a nuestro idioma y la labor del narrador es realmente notable, no así tanto la del resto de voces que oíremos, donde habrá muchos altibajos. Respecto a los efectos, nada importante que reseñar, cumplen correctamente.